# Gam ze ja'avor
Gam ze ja'avor (גם זה יעבור) is een Hebreeuws gezegde dat vrij vertaald betekent "Ook dit zal voorbijgaan". Volgens de overlevering is de tekst afkomstig van een ring van koning Salomo.

## De mythe
De meest vertrouwde minister van koning Salomo, Benaiah ben Yehoyada, stond bekend om zijn hoge eigendunk. De koning wilde hem enige nederigheid bijbrengen en stuurde de minister daarom op een, in zijn ogen, onmogelijke missie. Benaiah moest een ring zoeken die een vrolijk man droevig maakt en een droevig man opvrolijkt. De koning wilde deze ring op Soekot dragen, de minister kreeg daarom zes maanden de tijd om de ring te vinden. Benaiah antwoordde de koning: "Als een dergelijke ring bestaat zal ik deze vinden en naar u brengen".
Zes maanden lang zocht Benaiah naar de ring. Op de avond voor Soekot besloot hij een wandeling te maken door een van de armste wijken van Jeruzalem. Hij liep langs een oude koopman die net zijn koopwaar aan het uitstallen was. De minister vroeg de oude man of hij toevallig van de magische ring gehoord had die een gelukkig persoon alle plezier zou laten vergeten en een persoon met een gebroken hart alle triestheid zou laten vergeten. 
De oude man pakte een simpele gouden ring en maakte een inscriptie op de ring. Benaiah las de inscriptie en zijn wanhoop maakte plaats voor een grote glimlach.
De nacht van Soekot brak aan en iedereen maakte zich op voor het feest. Koning Salomo vroeg lachend aan Benaiah of hij de ring had kunnen vinden. Alle ministers lachten met hem mee. Tot ieders verbazing hield Benaiah de gouden ring omhoog en meldde de koning: "Hier is de ring majesteit". Salomo pakte de ring en las de inscriptie. De lach op zijn gezicht vervaagde. Hij las de drie Hebreeuwse letters gimel, zayin, yud - de beginletters van de woorden Gam ze ja'avor, "ook dit zal voorbijgaan".

## Moderne variant
Een moderne variant en een populair popliedje in Israël stelt Avarnoe et Par'o - Na'avor gam et ze!, ofwel "Wij hebben Farao overleefd, ook dit zullen we overleven". Deze tekst is zo populair dat men tegenwoordig vaak Avarnoe et Par'o zegt in plaats van Gam ze ja'avor.